# Linepithema keiteli
Linepithema keiteli é uma espécie de formiga do gênero Linepithema.